# Athlétisme aux Jeux panarabes de 1992
Navigation
Casablanca 1985 Beyrouth 1997
Les épreuves d'athlétisme aux Jeux panarabes de 1992 se déroulent du 4 au 18 septembre 1982 à Lattaquié, en Syrie. Ces épreuves sont au nombre de 41, soit 23 pour les hommes et 18 pour les femmes. 

## Épreuves

### Hommes
| Épreuves | Or                                                | Or                | Argent                                                                               | Argent          | Bronze                                                              | Bronze          |
| --- | ------------------------------------------------- | ----------------- | ------------------------------------------------------------------------------------ | --------------- | ------------------------------------------------------------------- | --------------- |
| 100 mètres Vent : -2,1 m/s | Talal Mansour Qatar                               | 10 s 53           | Driss Bensaddou Maroc                                                                | 10 s 73         | Khalid Jouma Ibrahim Bahreïn                                        | 10 s 84         |
| 200 mètres Vent : +1,5 m/s | Talal Mansour Qatar                               | 20 s 62 CR        | Ibrahim Ismail Muftah Qatar                                                          | 20 s 85         | Mohamed El Kandoussi Maroc                                          | 21 s 23         |
| 400 mètres | Ibrahim Ismail Muftah Qatar                       | 44 s 89 CR        | Benyounes Lahlou Maroc                                                               | 45 s 03         | Habib Dhouibi Tunisie                                               | 46 s 10         |
| 800 mètres | Mahjoub Haïda Maroc                               | 1 min 46 s 71 CR  | Jihad El Balaoui Jordanie                                                            | 1 min 48 s 26   | Riad Gatte Algérie                                                  | 1 min 48 s 74   |
| 1 500 mètres | Mohammed Sulaiman Qatar                           | 3 min 40 s 01     | Mahmoud Kalboussi Tunisie                                                            | 3 min 41 s 01   | Mohamed Taki Maroc                                                  | 3 min 41 s 06   |
| 5 000 mètres | Mohammed Sulaiman Qatar                           | 13 min 53 s 13 CR | Salah Hissou Maroc                                                                   | 13 min 56 s 32  | Alyan Sultan Al-Qahtani Arabie saoudite                             | 14 min 01 s 43  |
| 10 000 mètres | Salah Hissou Maroc                                | 29 min 23 s 00    | Mokhtar Hizaoui Tunisie                                                              | 29 min 53 s 07  | Khalid Khannouchi Maroc                                             | 30 min 19 s 04  |
| Marathon | Tahar Mansouri Tunisie                            | 2 h 21 min 52 s   | Ahmed El Hamshari Jordanie                                                           | 2 h 33 min 58 s | Moussa El Hariri Syrie                                              | 2 h 35 min 29 s |
| 3 000 mètres steeple | Mohammed Barak Al-Dosari Arabie saoudite          | 8 min 40 s 07     | Saleh Mustapha Habib Syrie                                                           | 8 min 41 s 05   | Elarbi Khattabi Maroc                                               | 8 min 42 s 05   |
| 110 mètres haies | Noureddine Tadjine Algérie                        | 13 s 89 CR        | Ziad Abdulrazzaq Khuder Koweït                                                       | 14 s 05         | Khayreddine Obeid Syrie                                             | 14 s 12         |
| 400 mètres haies | Ziad Abou Hamed Syrie                             | 49 s 39 CR        | Fadhel Khayati Tunisie                                                               | 50 s 02         | Suleiman Houielah Syrie                                             | 50 s 04         |
| Saut en hauteur | Othmane Belfaa Algérie                            | 2,18 m CR         | Abdullah Al-Sheib Qatar                                                              | 2,18 m          | Yacine Mousli Algérie                                               | 2,15 m          |
| Saut à la perche | Waleed Zayed Al-Shamali Qatar                     | 5,15 m CR         | Samir Agsous Algérie                                                                 | 5,10 m          | Sami Si Mohamed Algérie                                             | 5,00 m          |
| Saut en longueur | Lotfi Khaida Algérie                              | 7,97 m CR         | Ahmed Sayed Yémen                                                                    | 7,79 m          | Abdullah Al-Sheib Qatar                                             | 7,44 m          |
| Triple saut | Marzouk Abdullah Al-Yoha Koweït                   | 16,44 m CR        | Lotfi Khaida Algérie                                                                 | 16,41 m         | Sameh Farhan Koweït                                                 | 16,13 m         |
| Lancer du poids | Bilal Saad Mubarak Qatar                          | 17,68 m CR        | Khalid Salman Al-Khalidi Arabie saoudite                                             | 17,00 m         | Khalid Fatihi Maroc                                                 | 16,82 m         |
| Lancer du disque | Khalid Salman Al-Khalidi Arabie saoudite          | 53,30 m           | Ibrahim Mohamed Al-Obeidan Arabie saoudite                                           | 50,60 m         | Khalid Fatihi Maroc                                                 | 50,56 m         |
| Lancer du marteau | Hakim Toumi Algérie                               | 68,52 m CR        | Sherif Farouk El Hennawi Égypte                                                      | 66,52 m         | Walid Saleh Al-Bekhit Koweït                                        | 65,60 m         |
| Lancer du javelot | Ghanem Mabrouk Zaid Johar Koweït                  | 70,42 m CR        | Abdelazim Aliouat Arabie saoudite                                                    | 69,86 m         | Maher Ridane Tunisie                                                | 67,94 m         |
| 20 kilomètres marche | Abdelwahab Ferguene Algérie                       | 1 h 35 min 26 s   | Moussa Aouanouk Algérie                                                              | 1 h 36 min 50 s | Ahmed Abdelhamid Égypte                                             | 1 h 45 min 25 s |
| Décathlon | Sid Ali Sabour Algérie                            | 6 820 pts         | Assam Mohamed Al-Hizam Arabie saoudite                                               | 6 363 pts       | Hassan Farouk Sayed Égypte                                          | 6 352 pts       |
| Relais 4 × 100 mètres | Qatar ? Ibrahim Ismail Muftah Talal Mansour       | 39 s 60 CR        | Maroc Mohamed El Kandoussi Mustapha Moudamane Driss Bensaddou Abdelkader El Boukhari | 39 s 61 NR      | Koweït Ziad Abdulrazzaq Khuder ?                                    | 40 s 04         |
| Relais 4 × 400 mètres | Maroc ? Abdelkader El Boukhari ? Benyounes Lahlou | 3 min 05 s 01 CR  | Qatar ?                                                                              | 3 min 07 s 45   | Arabie saoudite ? Mohammed Hamed Al-Bishi ? Hadi Soua'an Al-Somaily | 3 min 08 s 35   |
| Records et Performances - AR : Record continental (area record) - CR : Record des championnats (championship record) - MR : Record du meeting (meet record) - NR : Record national (national record) - OR : Record olympique (olympic record) - PR : Record paralympique (paralympic record) - PB : Record personnel (personal best) - SB : Meilleure performance personnelle de la saison (season's best) - WL : Meilleure performance mondiale de l'année (world leader) - WJR : Record du monde junior (world junior record) - WR : Record du monde (world record) Circonstances et Conditions - DNF : N'a pas terminé (did not finish) - DNS : N'a pas pris le départ (did not start) - DQ : Disqualification (disqualification) - NM : Aucun essai valable enregistré (No Mark) - Q : Qualifié « directement » au prochain tour (ou à la prochaine compétition), lors d'une compétition majeure, grâce au classement ou à la réalisation des minima (automatic qualifier) - q : Qualifié au prochain tour (ou à la prochaine compétition), lors d'une compétition majeure, grâce au repêchage ou à la réalisation de l'une des meilleures performances parmi celles des « non qualifiés directement » (grâce au meilleur temps ou à la meilleure distance par exemple) (secondary qualifier) |                                                   |                   |                                                                                      |                 |                                                                     |                 |

### Femmes
| Épreuves | Or                                    | Or             | Argent                            | Argent          | Bronze                                                                  | Bronze           |
| --- | ------------------------------------- | -------------- | --------------------------------- | --------------- | ----------------------------------------------------------------------- | ---------------- |
| 100 mètres Vent : -2,5 m/s | Nezha Bidouane Maroc                  | 12 s 27        | Latifa Lahcen Maroc               | 12 s 41         | Karima Miskin Saad Égypte                                               | 12 s 46          |
| 200 mètres Vent : 0 m/s | Nezha Bidouane Maroc                  | 24 s 26        | Karima Miskin Saad Égypte         | 24 s 39         | Nadia Abdou Algérie                                                     | 24 s 67          |
| 400 mètres | Nezha Bidouane Maroc                  | 54 s 32        | Karima Miskin Saad Égypte         | 54 s 40         | Nadia Zetouani Maroc                                                    | 55 s 49          |
| 800 mètres | Najat Ouali Maroc                     | 2 min 09 s 14  | Alia Al-Matari Jordanie           | 2 min 18 s 78   | Mirvat Baas Syrie                                                       | 2 min 23 s 12    |
| 1 500 mètres | Hassiba Boulmerka Algérie             | 4 min 17 s 08  | Najat Ouali Maroc                 | 4 min 32 s 04   | Alia Al-Matari Jordanie                                                 | 4 min 49 s 07    |
| 3 000 mètres | Zahra Ouaziz Maroc                    | 9 min 39 s 54  | Sonia Agoun Tunisie               | 9 min 56 s 18   | Mubaraka Al-Hajj Abdallah Algérie                                       | 10 min 04 s 44   |
| 10 000 mètres | Zahra Ouaziz Maroc                    | 37 min 58 s 07 | Mubaraka Al-Hajj Abdallah Algérie | 39 min 00 s 47  | Sonia Agoun Tunisie                                                     | 39 min 06 s 54   |
| 100 mètres haies | Nezha Bidouane Maroc                  | 14 s 97        | Huda Hashem Ismail Égypte         | 15 s 23         | Amel Baraket Algérie                                                    | 15 s 87          |
| 400 mètres haies | Nezha Bidouane Maroc                  | 57 s 02 CR     | Nadia Zetouani Maroc              | 57 s 07         | Hind Kabaoiu Tunisie                                                    | 1 min 00 s 00    |
| Saut en hauteur | Souad Haddad Jordanie                 | 1,69 m CR      | Ghada Shouaa Syrie                | 1,66 m          | Hala Al-Saka Syrie                                                      | 1,60 m           |
| Saut en longueur | Ghada Shouaa Syrie                    | 6,22 m CR      | Hind Kabaoiu Tunisie              | 5,91 m          | Nadia Abdou Algérie                                                     | 5,71 m           |
| Lancer du poids | Fouzia Fatihi Maroc                   | 15,59 m CR     | Hanan Ahmed Khaled Égypte         | 14,32 m         | Lamia Naouara Tunisie                                                   | 14,24 m NR       |
| Lancer du disque | Zoubida Laayouni Maroc                | 54,34 m CR     | Monia Kari Tunisie                | 50,90 m         | Nabila Mouelhi Tunisie                                                  | 50,60 m          |
| Lancer du javelot | Ghada Shouaa Syrie                    | 53,24 m CR     | Fatma Zouhour Toumi Tunisie       | 48,82 m         | Fidela Khoury Syrie                                                     | 46,38 m          |
| 10 kilomètres marche | Dounia Kara-Hassoun Algérie           | 55 min 29 s    | Randa Saadin Syrie                | 1 h 04 min 01 s | Ibtissam Zaouam Syrie                                                   | 1 h 06 min 06 s  |
| Heptathlon | Ghada Shouaa Syrie                    | 5 508 pts CR   | Huda Hashem Ismail Égypte         | 4 446 pts       | Hala Al-Saka Syrie                                                      | 4 026 pts        |
| Relais 4 × 100 mètres | Maroc ? Latifa Lahcen Nezha Bidouane  | 46 s 30 CR     | Syrie ? Ghada Shouaa              | 48 s 90         | Jordanie ?                                                              | 53 s 31          |
| Relais 4 × 400 mètres | Maroc ? Nadia Zetouani Nezha Bidouane | 3 min 45 s 47  | Algérie ?                         | 3 min 56 s 44   | Jordanie Imtitlal Daa'bes Montaha Al-Majali Alia Al-Matari Souad Haddad | 4 min 01 s 28 NR |
| Records et Performances - AR : Record continental (area record) - CR : Record des championnats (championship record) - MR : Record du meeting (meet record) - NR : Record national (national record) - OR : Record olympique (olympic record) - PR : Record paralympique (paralympic record) - PB : Record personnel (personal best) - SB : Meilleure performance personnelle de la saison (season's best) - WL : Meilleure performance mondiale de l'année (world leader) - WJR : Record du monde junior (world junior record) - WR : Record du monde (world record) Circonstances et Conditions - DNF : N'a pas terminé (did not finish) - DNS : N'a pas pris le départ (did not start) - DQ : Disqualification (disqualification) - NM : Aucun essai valable enregistré (No Mark) - Q : Qualifié « directement » au prochain tour (ou à la prochaine compétition), lors d'une compétition majeure, grâce au classement ou à la réalisation des minima (automatic qualifier) - q : Qualifié au prochain tour (ou à la prochaine compétition), lors d'une compétition majeure, grâce au repêchage ou à la réalisation de l'une des meilleures performances parmi celles des « non qualifiés directement » (grâce au meilleur temps ou à la meilleure distance par exemple) (secondary qualifier) |                                       |                |                                   |                 |                                                                         |                  |

## Tableau des médailles
| Rang  | Nation          | Or | Argent | Bronze | Total |
| ----- | --------------- | -- | ------ | ------ | ----- |
| 1     | Maroc           | 15 | 7      | 7      | 29    |
| 2     | Algérie         | 8  | 5      | 7      | 20    |
| 3     | Qatar           | 8  | 3      | 1      | 12    |
| 4     | Syrie           | 4  | 4      | 8      | 16    |
| 5     | Arabie saoudite | 2  | 4      | 2      | 8     |
| 6     | Koweït          | 2  | 1      | 3      | 6     |
| 7     | Tunisie         | 1  | 7      | 6      | 14    |
| 8     | Jordanie        | 1  | 3      | 3      | 7     |
| 9     | Égypte          | 0  | 6      | 3      | 9     |
| 10    | Yémen           | 0  | 1      | 0      | 1     |
| 11    | Bahreïn         | 0  | 0      | 1      | 1     |
| Total | Total           | 41 | 41     | 41     | 123   |